# 潘河乡
潘河乡，是中华人民共和国河南省三門峽市卢氏县下辖的一个乡镇级行政单位。

## 行政区划
潘河乡下辖以下地区：
潘河村、卢氏沟村、下河村、上川村、砖楼村、山岔村、东河村、西河村、花马村、两岔村、黄叶村、下黄叶村、岗头村、梅家村、阳坡村、前坪村和清河村。